# Das Geheimnis der fliegenden Teufel
Das Geheimnis der fliegenden Teufel (Originaltitel: Without Warning) ist ein amerikanischer Science-Fiction-/Horrorfilm von Greydon Clark mit Martin Landau und Jack Palance aus dem Jahr 1980. Alternativtitel sind Alien Shock und Alien – Without Warning. Die Spezialeffekte lieferte P. J. Quinlivian.

## Handlung
Ein Jäger und sein Sohn sind an einem abgelegenen Waldsee auf der Jagd. Während sie sich streiten, wird der Vater plötzlich von fliegenden, quallenartigen Objekten angegriffen und getötet. Das gleiche Schicksal ereilt kurz darauf auch den Sohn. Kurz darauf trifft eine Gruppe von Teenagern ein, um am See einen Wochenend-Wanderausflug zu machen. Schon bei ihrer Ankunft treffen Tom, Greg, Beth und Sandy auf den eigenartigen Tankstellenbesitzer Joe Taylor, der sie und eine zeitgleich eingetroffene Pfadfindergruppe ausdrücklich davor warnt, in der Gegend zu kampieren. Beide Gruppen schlagen die Warnung in den Wind. Plötzlich verschwinden Tom und Beth und werden von den anderen beiden tot in einer verlassenen Hütte aufgefunden. Sie flüchten in Panik zu ihrem Auto und können sich zurück zur Tankstelle retten. Während Greg die Einheimischen über die Geschehnisse in Kenntnis setzt, flüchtet Sandy in Panik in den Wald, wo sie von Joe Taylor gefunden und zur Tankstelle zurückgebracht wird.
Zwischenzeitlich ist der Sheriff eingetroffen. Dieser wird jedoch vom paranoiden Fred Dobbs erschossen. Greg und Sandy führen Joe Taylor zur Hütte, wo Taylor die Leichen von Beth und Tom, sowie des Anführers der Pfadfinder vorfindet. Taylor vermutet, dass es sich um die Jagdtrophäen eines Außerirdischen handelt, der in der Gegend auf Menschenjagd ist. Als plötzlich das eierköpfige außerirdische Monstrum auftaucht, flüchten die Teenager allein, während Taylor ein Ablenkungsmanöver ausführt. Sie halten einen Polizeiwagen an, der jedoch vom mittlerweile komplett wahnsinnig gewordenen Dobbs gefahren wird. Dobbs hält die Teenager für Außerirdische, es gelingt ihnen jedoch aus dem Wagen zu flüchten.
Sandy und Greg erreichen ein leerstehendes Haus, in dem sie übernachten. Sandy wacht mitten in der Nacht plötzlich auf und findet Greg vom Alien getötet vor. Als es auch sie angreift, wird sie von Taylor gerettet. Beide kehren zur Hütte zurück, um dem Außerirdischen eine Sprengfalle mit Dynamit zu stellen. Der Plan wird jedoch in letzter Sekunde durch Dobbs gestört, der Taylor angreift. Während beide kämpfen, trifft das Alien ein und tötet Dobbs. Taylor lockt das Alien in die Hütte und Sandy löst die Sprengung aus, bei der auch Taylor ums Leben kommt.

## Hintergrund
Kevin Peter Hall spielt hier den außerirdischen Jäger, der in unwegsamem, abgelegenem Gelände Jagd auf Menschen macht. 1987 spielte er in Predator erneut den außerirdischen Jäger in einem ähnlichen Plot, allerdings kommerziell deutlich erfolgreicher.
Die Premiere in Deutschland fand am 6. Mai 1989 im Fernsehen statt.

## Kritik
Das Lexikon des internationalen Films fühlte sich an vergangene Zeiten erinnert: „Umständlich entwickelter Horrorfilm nach dem Strickmuster zweitklassiger „B-Pictures“ der 50er Jahre.“ Tom Buckley sah in der New York Times die guten Szenen des Films aus erfolgreichen Filmen entlehnt und die Filmemacher an dem Problem scheitern, was man zwischen den Szenen mit den Würmern zeigen sollte. Hahn und Jansen schrieben: „Einer jener billigen Schundfilme aus Hollywoods Poverty Row, in denen sich Akteure wie Jack Palance und Cameron Mitchell immer öfter verschleißen. Absolut indiskutabel und (natürlich) nur auf Video.“